# Michelle Cohn
Melanie Michelle Cohn Bech (Ciudad de Guatemala, 18 de febrero de 1995) es una modelo, empresaria y ganadora de concursos de belleza guatemalteca, coronada Miss Guatemala 2023 y representante de su país en el certamen Miss Universo 2023 que se llevó a cabo en El Salvador.

## Biografía
Nacida en Ciudad de Guatemala, de padre y madre guatemaltecos, ambos de ascendencia Alemana, ya que los 2 abuelos de Michelle, tanto materno, como el paterno son originarios de Alemania. Es Bachiller Bilingüe en Ciencias y Letras en el Colegio Internacional de Guatemala, además se graduó de la Universidad Galileo, donde obtuvo la licenciatura en imagen pública y medios.  Ha hecho carrera como modelo, presentadora de televisión y realiza labores filantrópicas a través de su indumentaria, llamada aventura por la playa.

## Concursos de belleza

### Miss Grand Guatemala 2013
Inició su incursión en los eventos de belleza más destacados en el año 2013, cuando recibió el título de Miss Grand Guatemala.

### Miss América Latina de Mundo 2014
Fue designada como Miss Guatemala Latina 2013, representó a su país de origen en Miss América Latina del Mundo 2014 en República Dominicana, fue nombrada segunda finalista

### Miss Guatemala 2023
El 10 de agosto del 2023 ganó el concurso de belleza del Miss Universo Guatemala, siendo la primera mujer casada y con hijos en ganar el certamen de belleza, marcando un hito a nivel mundial, que representará a su país en el certamen de belleza Miss Universo 2023, que tendrá lugar en noviembre de 2023 en El Salvador.

### Miss Universe 2023
Representó a Guatemala en la 72.ª edición de Miss Universo realizada en San Salvador el 18 de noviembre de 2023.